# 阪神タクシー
阪神タクシー株式会社（はんしんタクシー）は、兵庫県西宮市鳴尾浜に本社を置くタクシー会社である。阪急阪神ホールディングスグループに属する、阪神電気鉄道の関連会社。

## 歴史
創業時の商号は阪神乗合自動車であり、元来はバス会社として設立された。阪神電気鉄道のバス事業を譲受して営業を開始したが、戦争で大部分の路線が運休を余儀なくされ、さらに車両や施設が戦争で破壊されてしまう。業績や資金繰りが悪化し休業継続を余儀なくされる中、戦後は阪神電気鉄道が阪神国道自動車から事業を譲受して直営バスを開業したため、競合することとなり、結局重複する路線や営業再開の見込みのない路線を廃止した後、1958年に残余バス路線を阪神電気鉄道に譲渡してタクシー専業会社となっている。阪神バスの項を参照のこと。

## 営業所
- 全て神戸市域交通圏・神戸ナンバー
- 営業車両: タクシー230両
  - 鳴尾（西宮市）
  - 深江（神戸市）

また西宮市、芦屋市の病院などにダイヤル不要・無料で呼び出せる阪神タクシー直通電話が設置されている。
タクシー乗り場
- 阪神電車 : 御影駅、芦屋駅、西宮駅、今津駅、甲子園駅、武庫川団地前駅、尼崎駅
- JR西日本 : 芦屋駅、甲子園口駅

## タクシーチケット
提携先は以下の会社
- 大阪阪神タクシー
- 近鉄タクシーグループ（近鉄タクシーほか。三交タクシーグループを含む）
- 山陽タクシーグループ（山陽タクシー・大阪山陽タクシー）
- 日本タクシー
- ヤサカグループ（彌榮自動車ほか。東京ヤサカ自動車を含む）
- チェッカーキャブ無線
- 名鉄タクシーグループ（名鉄交通ほか。東海三県のみ）
- 広交タクシー
- 西鉄タクシーグループ（福岡西鉄タクシーほか）

※同じ阪急阪神東宝グループであっても、阪急タクシー・大阪神鉄豊中タクシー・神鉄交通の阪急タクシーグループとは一切提携していない。
※阪神電鉄と関係が深い神姫バス系列の神姫タクシーグループとも提携していない。
また、2014年6月9日からはスルッとKANSAIが発行しているPiTaPaが利用可能となった。

## 関連人物
- 細野躋 - 1960年代に監査役へ就任していた。
- 小津正次郎 - 1980年代後半に同社の社長を務めていた。